# ظافر بن جابر السكري
ظافر بن جابر بن منصور السكري وكنيته أبو حكيم، شاعر وكاتب وطبيب مسلم شهير، وُلِد بالقرن الرابع الهجري في الموصل، وتُوفيّ القرن الخامس الهجري في حلب، والده الطبيب جابر بن منصور السكري.

## سيرته
كان من مواليد الموصل ولكنه انتقل إلى حلب وعاش فيها بقية حياته وبقي نسله هُناك، وفيها نبغ في الطب الذي تعلمه على يد والده جابر بن منصور السكري.
كان مسلماً فاضلاً في الصناعة الطبية، متقناً للعلوم الحكمية، متحلياً بالفضائل وعلم الأدب، محباً للاشتغال والتضلع بالعلوم. التقى في بغداد العالم والطبيب أبو الفرج بن الطيب، واجتمع به واشتغل معه في كتابة العديد من المقالات الطبية.
وقد سأله ظافر أبو الفرج عن إبطال الاعتقاد في الأجزاء التي لا تنقسم فأمر أبو الفرج بن الطيب تلميذه أبي نصر محمد بن علي برزج بكتابة مقالة بخطه يمليها عليه ابو الفرج بن الطيب بنفسه وعنوانها «جواب ما سُئِل عنه من إبطال الاعتقاد في الأجزاء التي لا تنقسم» وفيها يرد على سؤال ظافر.
كان ظافر إضافة إلى طبه، شاعراً ومن شعره:
طال عُمر ظافر وعاش كثيراً مثل والده جابر بن منصور السكري حتى أنّه كان حياً في عام 482 هـ وقد أقام بحلب إلى آخر عمره، ومن ترك خلفه أولاد وأحفاد له امتهنوا واشتغلوا بصناعة الطب وإقامتهم بحلب أيضًا.
ولظافر بن جابر من الكتب مقالة في أن الحيوان يموت مع أن الغذاء يخلف عوض ما يتحلل منه.
كان له ابن يُدعى موهوب بن ظافر السكري وهُوّ طبيب أيضًا، وله أيضًا حفيد اسمه جابر بن موهوب السكري كان طبيباً أيضًا.